# BYD e3

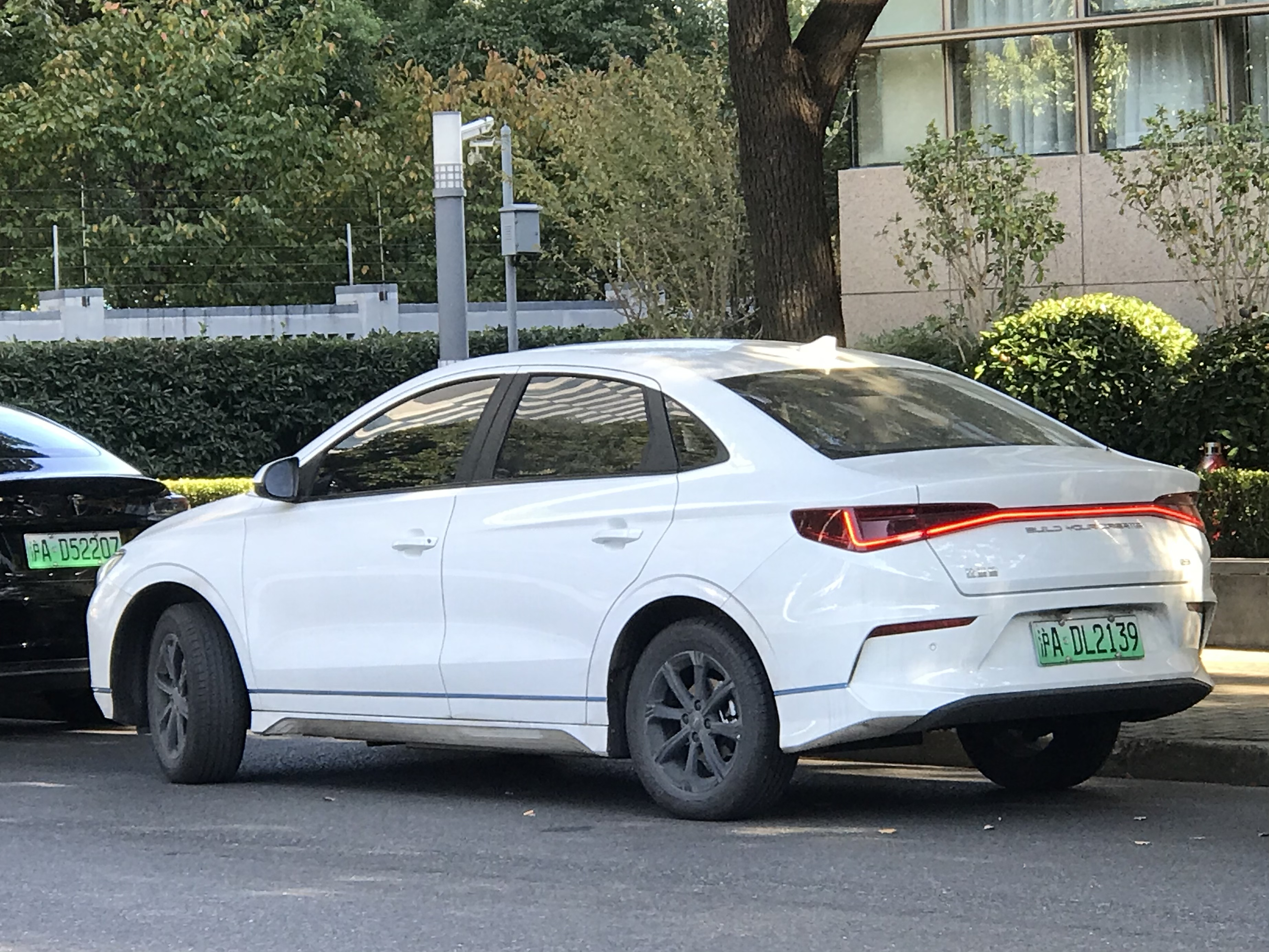
Heckansicht

Der BYD e3 ist eine batterieelektrisch angetriebene Limousine der Kompaktklasse des chinesischen Automobilherstellers BYD Auto.

## Geschichte
Vorgestellt wurde das Fahrzeug im August 2019. Zwei Monate später kam es in China in den Handel. Die technische Basis liefert das ebenfalls 2019 eingeführte Schrägheck-Modell e2.

## Technische Daten
Angetrieben wird der Wagen von einem 70 kW (95 PS) starken Elektromotor. Zum Marktstart standen zwei Batteriegrößen zur Auswahl. Die kleinere hat einen Energieinhalt von 35,2 kWh, die größere von 47,3 kWh. Die Reichweite nach NEFZ wird mit 305 km bzw. 405 km angegeben. Die kleinere Variante ist seit Sommer 2020 nicht mehr erhältlich. Im Mai 2021 ersetzte ein Lithium-Eisenphosphat-Akkumulator (Blade-Batterie) mit einem Energieinhalt von 43,2 kWh den Lithium-Ionen-Akkumulator. Die Reichweite nach NEFZ wird mit 401 km angegeben. Außerdem beträgt die maximale Leistung nun 100 kW (136 PS).
|                            | e3                                                | e3                                          |
| -------------------------- | ------------------------------------------------- | ------------------------------------------- |
| Bauzeitraum                | 10/2019–05/2021                                   | seit 05/2021                                |
| Motorkenndaten             |                                                   |                                             |
| Motorart                   | Elektromotor                                      | Elektromotor                                |
| max. Leistung bei min−1    | 70 kW (95 PS)                                     | 100 kW (136 PS)                             |
| max. Drehmoment bei min−1  | 180 Nm                                            | 180 Nm                                      |
| Kraftübertragung           |                                                   |                                             |
| Antrieb                    | Vorderradantrieb                                  | Vorderradantrieb                            |
| Getriebe                   | Festes Übersetzungsverhältnis                     | Festes Übersetzungsverhältnis               |
| Messwerte                  |                                                   |                                             |
| Höchstgeschwindigkeit      | k. A.                                             | k. A.                                       |
| Beschleunigung, 0–100 km/h | k. A.                                             | k. A.                                       |
| Batterie                   | Lithium-Ionen-Akkumulator: 35,2 kWh bzw. 47,3 kWh | Lithium-Eisenphosphat-Akkumulator: 43,2 kWh |
| Reichweite nach NEFZ       | 305 km bzw. 405 km                                | 401 km                                      |